# Moseløkken Stenbrudsmuseum
Moseløkken Stenbrudsmuseum er teknisk museum på Hammerknuden på Bornholm, der beskæftiger sig med stenindustrien på øen. Museet befinder sig i det gamle stenbrud, hvor der stadig brydes sten i mindre omfang, og er indrettet i en af de gamle bygninger der,  I 1754 begyndte man at bryde sandsten på øen, og i 1800-tallet startede man på at bryde granit.
Udstillingen består af værktøj og redskaber fra stenbrydning samt historien om stenbruddet. Der er også oversigt over øens forskellige geologiske struktur og eksempler på de forskellige stentyper der findes her. Derudover er der mulighed for at få demonstrationer fra en stenhugger og publikum kan ligeledes prøve at hugge granit.